# يوري ليسيانسكي
يوري فيدوروفيتش ليسيانسكي (بالأوكرانية: Юрій Федорович Лисянський؛ بالروسية: Ю́рий Фёдорович Лися́нский) (13 أبريل 1773 – 6 مارس 1837)، كان ضابط في البحرية الروسية الإمبراطورية ومستكشف من أصل أوكراني.